# Animatronica

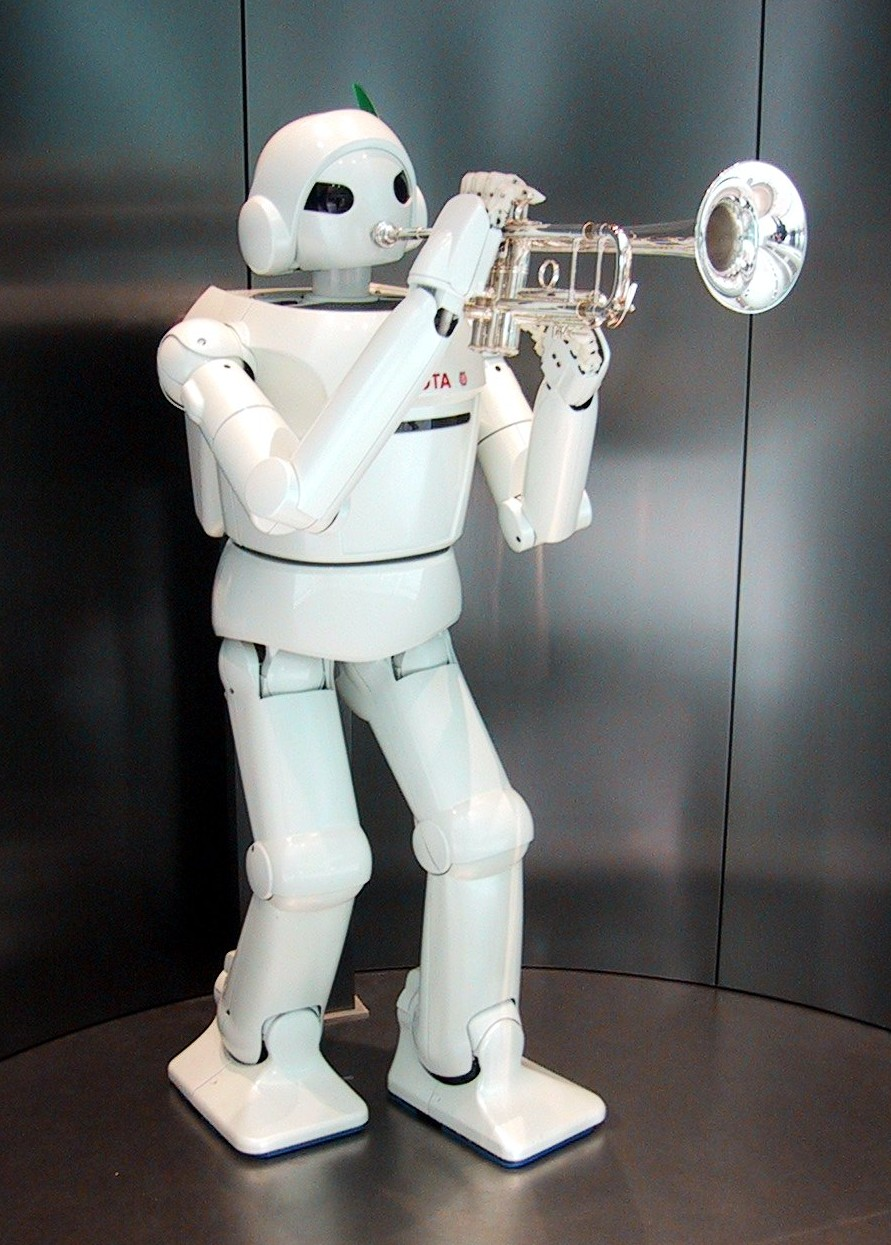
Un robot domestico

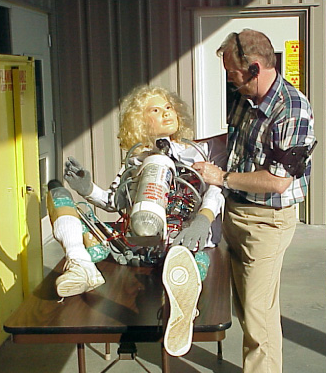
Un animatrone con sembianze femminili, alimentato con un sistema pneumatico

L'animatronica è la tecnologia che utilizza componenti elettronici e robotici per dare autonomia di movimento a soggetti, specialmente pupazzi meccanici (detti animatronic o animatroni).

## Utilizzo e vantaggi

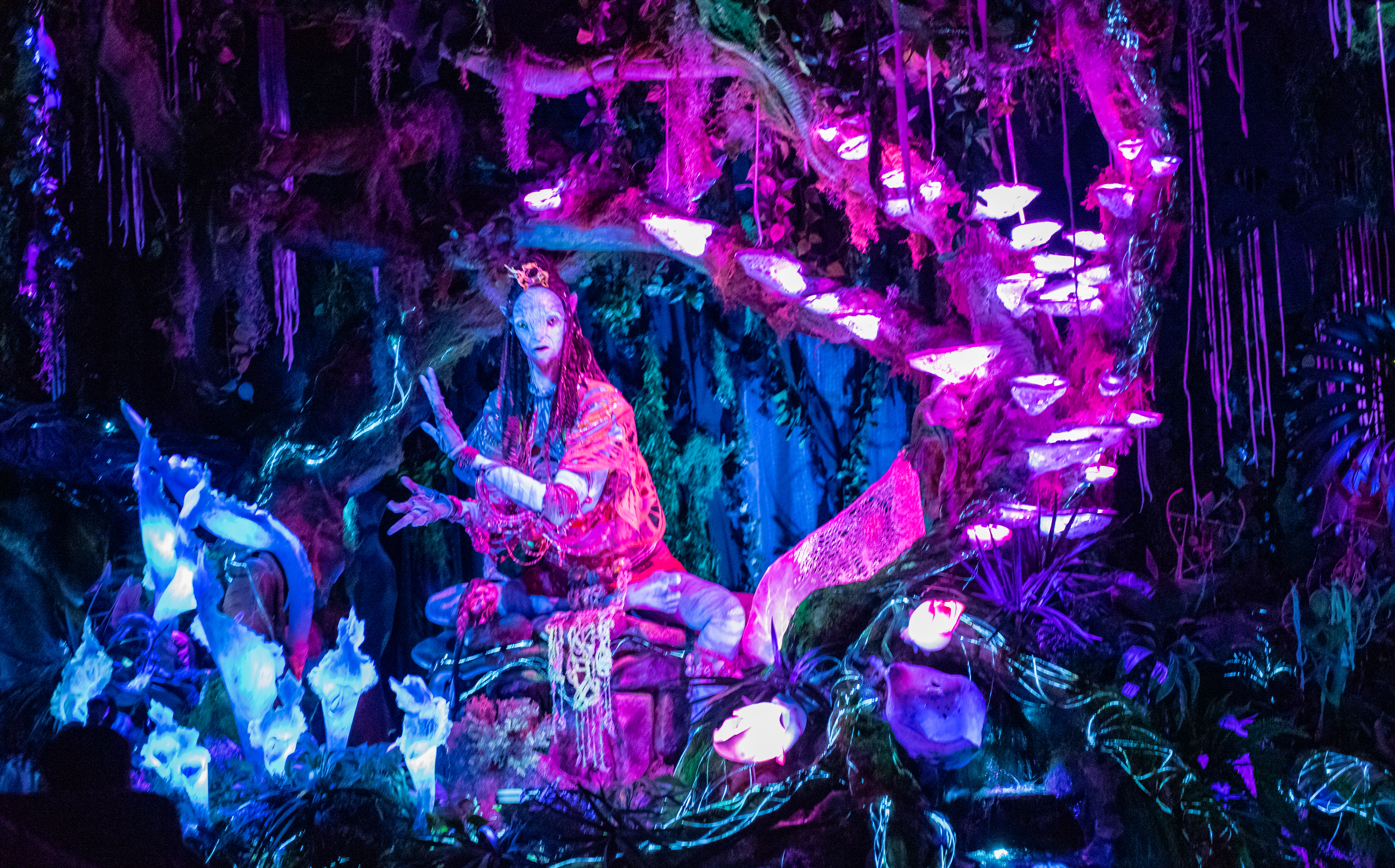
L'animatronic di un Na'vi al Disney's Animal Kingdom di Orlando, Florida

L'uso della tecnologia animatronica è legato per lo più all'industria cinematografica, ma spesso fanno ricorso alle sue funzioni anche parchi a tema per particolari attrazioni (treno fantasma) e altre forme d'intrattenimento. Sono molto utilizzati nei parchi Disney (la prima attrazione aveva dei pappagalli robot parlanti, gli "Enchanted Tiki Birds") e in altri luoghi come pizzerie reali (Showbiz Pizza Place e il Chuck E' Cheese's) o immaginarie (il Freddy Fazbear's Pizza in Five Nights at Freddy's, il Fredbear's Family Diner in Five Nights at Freddy's 4 e il Circus baby’s in Five nights at Freddy’s: Sisters Location).
Può essere usata anche nei giocattoli, come Teddy Ruxpin o i Furby.
I vantaggi portati da questa tecnologia derivano principalmente dall'interfaccia, in grafica computerizzata e stop motion, la quale rende semplice la simulazione della realtà dando ai soggetti animatroni la possibilità di compiere movimenti in piena autonomia in tempo reale.
La tecnologia animatronica è diventata sempre più avanzata e sofisticata, nel corso degli anni, rendendo i pupazzi così realistici da sembrare, a tutti gli effetti, vivi.
Lo scenario internazionale è costituito per la maggior parte da aziende cinesi, giapponesi e americane.
Aziende capaci di sviluppare prototipi in poco tempo e con l'utilizzo di controllori logici programmabili (PLC) a basso costo oppure tramite centraline DMX molto sofisticate possono sviluppare animatroni.
I soggetti spesso realizzati sono: dinosauri, animali, ufo, robot, mostri e tutti quei personaggi cinematografici caratterizzati da grandi amorfie.